# Jour sidéral
 (avril 2020).
Si vous disposez d'ouvrages ou d'articles de référence ou si vous connaissez des sites web de qualité traitant du thème abordé ici, merci de compléter l'article en donnant les références utiles à sa vérifiabilité et en les liant à la section « Notes et références ».

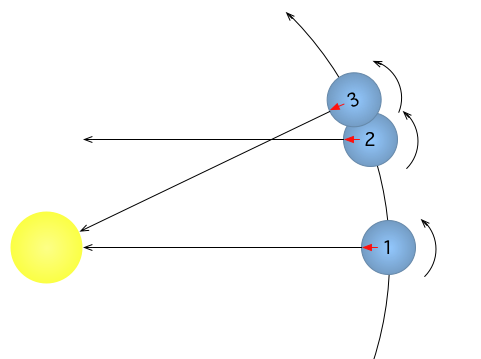
Comparaison entre jour sidéral et jour solaire :
la planète positionnée en 1 met un jour sidéral pour arriver en 2
et un jour solaire pour arriver en 3

Un jour sidéral est la durée que met une planète pour faire un tour sur elle-même par rapport au point vernal, indépendamment de sa révolution autour de son étoile.
Le jour sidéral terrestre dure un petit peu plus de 23 h 56 min 4 s. C'est en raison de la révolution de la Terre autour du Soleil en même temps qu'elle tourne sur elle-même que le jour solaire dure quelques minutes de plus, soit vingt-quatre heures en moyenne.

## Présentation détaillée
Dans le cas de la Terre, un jour sidéral apparent est défini comme étant l'intervalle de temps séparant deux transits successifs du point vernal au méridien.
Le temps que nous utilisons dans la vie quotidienne est basé sur le temps solaire. L'unité fondamentale du temps solaire est le jour solaire : c'est l'intervalle de temps séparant deux passages du Soleil au méridien, en raison de la rotation de la Terre. Mais, par rapport au point vernal ou par rapport aux étoiles fixes, la Terre n'effectue pas une rotation de 360 degrés en un jour solaire. En effet la Terre se déplace autour du Soleil et en un jour elle parcourt en moyenne un peu moins d'un degré sur son orbite : 360 / 365,25 = 0,9856 degré par jour. Donc en 24 heures la direction Terre-Soleil change d'environ un degré. En conséquence, la Terre doit effectuer en réalité une rotation d'environ 361 degrés sur elle-même pour que le Soleil revienne au méridien et semble avoir parcouru 360 degrés dans le ciel. En moyenne, un jour solaire est 3 minutes 56 secondes plus long qu'un jour sidéral, à cause du degré de rotation terrestre supplémentaire dans le jour solaire.
La durée d'une année tropique est de 365,242 2 jours solaires, autrement dit durant cette année la Terre effectue le même nombre de tours sur elle-même par rapport au Soleil. Mais dans le même temps, par rapport aux étoiles, la Terre effectue sur elle-même un tour de plus c'est-à-dire 366,2422 tours sur elle-même ; une année tropique dure donc 366,242 2 jours sidéraux et un jour sidéral vaut : 365,2422/366,2422 = 0,997 270 jour solaire ; soit 23 h 56 min 4,09 s. En pratique on utilise aussi le jour sidéral moyen qui tient compte en particulier des mouvements du pôle.

## Calcul du jour sidéral

### Le plus simple

#### 1ercas: à partir de l'année julienne
| Durée                              | Angle de rotation                             |
| ---------------------------------- | --------------------------------------------- |
| {\displaystyle T_{\text{solaire}}} | {\displaystyle 2\pi +}{\displaystyle \alpha } |
| {\displaystyle T_{\text{sidéral}}} | {\displaystyle 2\pi }                         |

| Durée                                                            | Angle de révolution     |
| ---------------------------------------------------------------- | ----------------------- |
| {\displaystyle T_{\text{solaire}}}                               | {\displaystyle \alpha } |
| {\displaystyle T_{\text{année}}=365,25\times T_{\text{solaire}}} | {\displaystyle 2\pi }   |

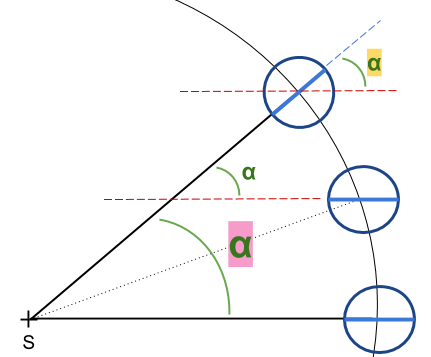
Schéma de comparaison jour sidéral-jour solaire

En une année la Terre tourne sur elle-même un tour de plus par rapport à une direction fixe que par rapport au Soleil puisque sa rotation d'ensemble autour du Soleil lui rajoute "gratuitement" un tour supplémentaire.

Une année = 365,25 rotations de la Terre par rapport au Soleil = 366,25 rotations par rapport à une direction fixe

Un jour solaire reste bien égal à {\displaystyle T_{\text{solaire}}=24\times 3\,600=86\,400\;{\rm {s}}}

Donc le jour sidéral vaut {\displaystyle T_{\text{sidéral}}=T_{\text{solaire}}\times {365{,}25 \over 366{,}25}=T_{\text{solaire}}\times 0{,}997\,269\,625=86\,164{,}096\;{\rm {s}}}
86 164,096 s = 23 heures 56 minutes 4,096 secondes

#### 2ecas: à partir de l'année tropique
Le même calcul que ci-dessus conduit à :

{\displaystyle T_{\text{sidéral}}=T_{\text{solaire}}\times {365{,}2422 \over 366{,}2422}=T_{\text{solaire}}\times 0{,}997\,269\,566=86\;164{,}091\;{\rm {s}}}
86 164,091 s = 23 heures 56 minutes 4,091 secondes

### En déterminant la vitesse de rotation de la Terre sur elle-même
Une autre manière de faire le calcul est la suivante :
On note {\displaystyle \omega } la vitesse angulaire de rotation de la Terre sur elle-même en (rad/s).

Jour sidéral : {\displaystyle T_{\text{sidéral}}={\frac {2\pi }{\omega }}}. Sur la figure ci-dessus, cela correspond au temps mis par la Terre pour aller de la position 1 à 2 sur l'orbite terrestre.

Jour solaire : {\displaystyle T_{\text{solaire}}={\frac {2\pi +\alpha }{\omega }}}. Ici on a ajouté un angle {\displaystyle \alpha } car sur la figure on va de la position 1 à la position 3, donc la Terre a tourné sur elle-même de plus de {\displaystyle 2\pi } radians. Cet angle {\displaystyle \alpha } correspond, vu du Soleil, à l'angle parcouru entre les positions 1 et 3 (en pratique l'angle entre les positions 2 et 3 est de l'ordre de 10 secondes d'arc).

Or entre les positions 1 et 3, il s'écoule par définition 24 h et l'angle parcouru par la Terre en un jour est : {\displaystyle \alpha ={\frac {2\pi }{365{,}25}}}

On peut alors déduire {\displaystyle \omega } :
{\displaystyle T_{\text{solaire}}=24\times 3\,600={\frac {2\pi }{\omega }}+{\frac {2\pi }{365{,}25\;\omega }}}
donc {\displaystyle \omega =7{,}292\,115\,4\times 10^{-5}\;{\rm {rad\cdot s^{-1}}}}
Finalement on retrouve la durée du jour sidéral julien :
{\displaystyle T_{\text{sidéral}}={\frac {2\pi }{\omega }}={\frac {2\pi }{7{,}292\,115\,4\times 10^{-5}}}=86\,164{,}096\;{\rm {s}}}

## Différence avec le jour stellaire
En astronomie, on s'intéresse seulement à la durée de rotation de la Terre relativement aux étoiles dites fixes et non pas au Soleil.
On utilise donc une échelle de temps qui se charge uniquement de déterminer le temps mis par la Terre pour effectuer une rotation de 360 degrés par rapport aux étoiles. Cette durée de rotation est le jour stellaire.
Le jour sidéral est plus court que le jour stellaire, à cause du mouvement de précession du point vernal. Cette différence est d'environ 8 millisecondes (à comparer aux presque 4 minutes d'écart entre le jour solaire et les jours sidéral et stellaire).